# Xã Cẩm Mỹ-i csata
A Xã Cẩm Mỹ-i csata a vietnámi háború egyik kétnapos ütközete volt. A csata 1966. április 11-én és 12-én zajlott le. Az amerikai csapatok a „felkutatni és megsemmisíteni” parancs értelmében vadásztak a vietkong csapatokra. A vietkong D800-as zászlóalja ütközött meg az amerikai 1. gyalogos hadosztály 16. ezredébe tartozó 2. zászlóalj Charlie századával 68 km-re keletre Saigontól. A csatában a többségben lévő vietkong erők győzelmet arattak az amerikai erők fölött. Az amerikaiak 38 halottat, míg a vietkong erők 41 halottat vesztettek.